# Redtenbacherus
Redtenbacherus is een geslacht van Phasmatodea uit de familie Phasmatidae. De wetenschappelijke naam van dit geslacht is voor het eerst geldig gepubliceerd in 2008 door Özdikmen & Darilmaz.

## Soorten
Het geslacht Redtenbacherus omvat de volgende soorten:
- Redtenbacherus antennatus (Redtenbacher, 1908)
- Redtenbacherus jacobsoni (Rehn, 1912)
- Redtenbacherus sumatranus (Redtenbacher, 1908)